# Plataforma Deltana

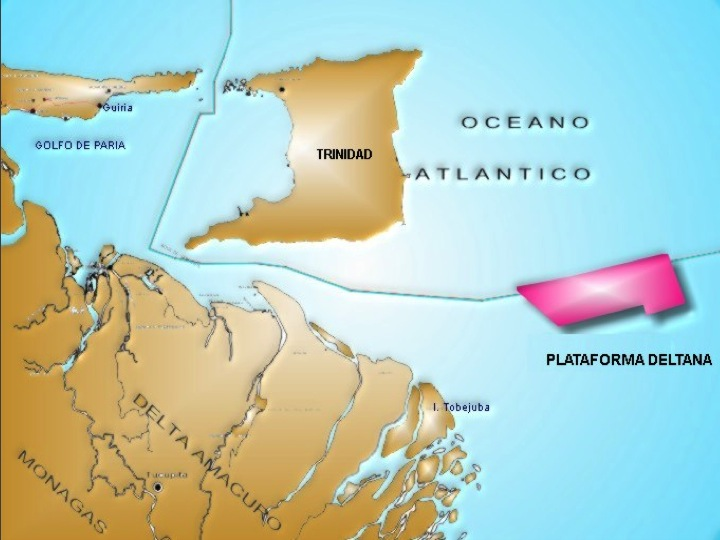
Fig. 1. Ubicación del área Plataforma Deltana.

La plataforma Deltana es una zona marítima venezolana que se encuentra costa afuera, en la plataforma del delta del Orinoco aproximadamente a 90 km al noreste de la isla Tobejuba en el estado Delta Amacuro, y aproximadamente a 233 km al sureste de Güiria, Estado Sucre, Venezuela (Fig.1). ocupa un área de 90 300 km² pertenece a la Fachada Atlántica Venezolana es la parte de las áreas marinas y submarinas donde el territorio venezolano se proyecta hacia el océano Atlántico, esta aun no está definida por estar pendiente la solución de la controversia del Esequibo y la delimitación con Grenada y Guyana

## Geología regional
Regionalmente la plataforma costa afuera del Delta del Orinoco es amplia, con una pendiente promedio de 0.1% a 0.2% hasta el borde del talud.  En términos generales se podría definir el borde del talud a unos 150 km de la línea de costa.  Sobre la parte media y externa de la plataforma se encuentran varias terrazas, prominencias y cambios en pendientes.
Existe una sedimentación activa fuerte hasta aproximadamente los 70 m frente al delta del Orinoco sobre la plataforma interna, pero esta disminuye considerablemente en la parte media y externa.  Los sedimentos de la plataforma interna constituyen la parte submarina del delta y se caracteriza por sedimentación rápida de material fino en un ambiente parcialmente reductor.  La facies prodeltáica externa se caracteriza por arcillas y arcillas limosas calcáreas que se extienden hasta una profundidad de 70 m sobre la plataforma media. En la parte media y externa del delta se encuentran la facie de arenas basal transgresiva, caracterizada por sedimentos calcareníticos.  Los sedimentos son redepositados y se caracterizan por abundante material bioclástico desgastado.  Sobre esta plataforma abierta se observan barras litorales reliquias, compuesta de arenas glauconíticas y bioclásticas, bien escogidas, así como otros depósitos costeros formados durante la transgresión holeocena sobre la plataforma, su borde externo está marcado por depósitos bioclásticos de grano grueso, muy glauconíticos con fragmentos de moluscos y corales, aparentemente derivados de masas arrecifales del pleistoceno.  En la plataforma externa del delta del Orinoco se encuentran asociados foraminíferos bentónicos. 
Durante el pleistoceno tardío la mayor parte de la plataforma del delta del Orinoco y oriental de Trinidad estuvo por encima del nivel del mar y hubo sedimentación fluvio-marina  en su borde externo.

## Profundidades de agua y topografía del fondo marino

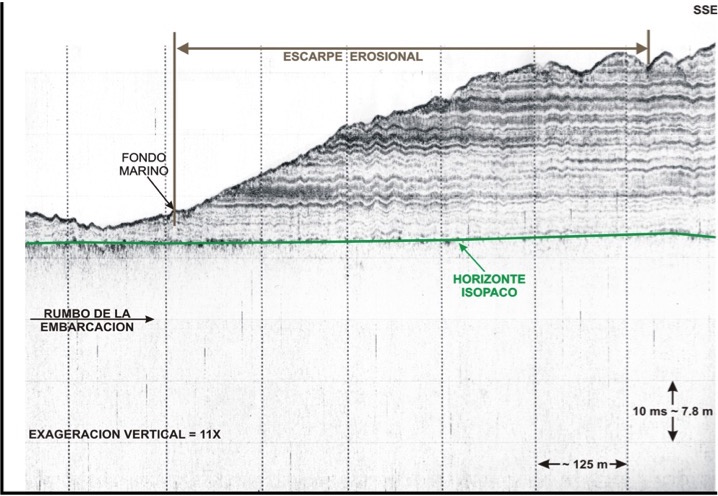
Fig. 2. Porciones de datos del penetrador de fango tipo Pinguer 3.5 kHz. que muestra estratos someros erosionados que forman un escarpe. Deiros,D. (2002).

En términos generales la profundidad marina en la plataforma Deltana, fluctúa de 66 m en el suroeste y 308 m en el noreste (con referencia al Nivel Medio del Mar),  con una pendiente promedio de aproximadamente del 41 % (0.24 grados) al noreste. El relieve del fondo marino es irregular y presenta gran cantidad de escarpes relacionados con fallamiento y erosión (Fig. 2 y 3).  La mayor profundidad se encuentra al noreste y la menor al suroeste. Las mayores pendientes se encuentran en la zona central.

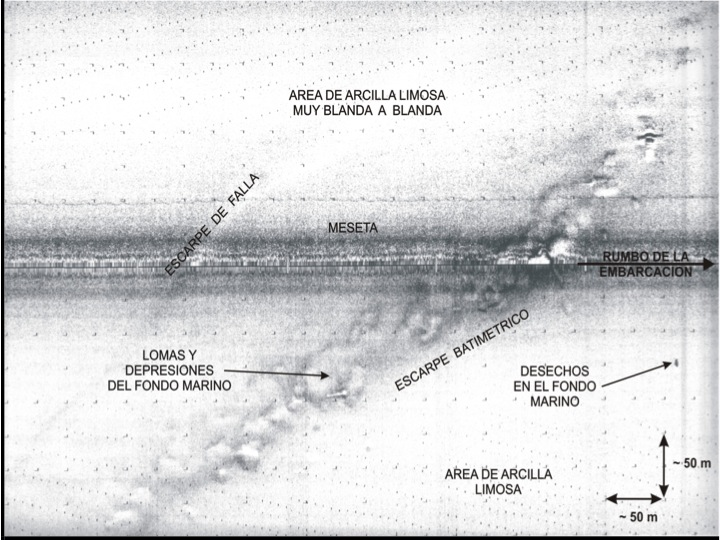
Fig. 3. Porciones de datos del sonar de barrido lateral 100KHz que muestra las condiciones del fondo marino en las cercanías del escarpe de falla. Deiros,D. (2002)

La plataforma Deltana se encuentra en la parte superior del borde del talud continental, se podría tomar como límite superior para este borde, la zona de gran pendiente del fondo marino con dirección noroeste-sureste que atraviesa la esquina noreste. 
Sobre la plataforma Deltana se encuentran tres terrazas con prominencias y cambios de pendiente asociados a fallas normales,  ubicadas aproximadamente a 75, 85 y 150 m de profundidad y puede interpretarse que fueron formadas por la consolidación y movimiento de los suelos hacia costa afuera. Las pendientes típicamente tienen buzamientos hacia el noreste.  En parte de esta zona se encuentran escarpes en forma de arcos asociados con deslizamientos submarinos que parecen activos. Estos escarpes tienen longitudes de aproximadamente 1 km, desplazamiento hacia el noreste y alturas que van desde 20 m hasta 29 m.  Los escarpes buzan al noreste, con pendientes desde 13,3% (7,6 grados) hasta 16,3% (9,3 grados). También hay escarpes en forma de arcos menores, que tienen longitudes de aproximadamente 250 m y pendientes medias de 18,8% (10,7 grados); así como depresiones que varían entre 25 y 100 m de ancho, con profundidades que están en el orden de aproximadamente 1 m a 2 m, las cuales tienen pendientes de 25 m por km (1,4 grados). En varias zonas cercanas a las fallas se localizan montículos que pueden alcanzar alturas de hasta 12 m (Fig. 4).

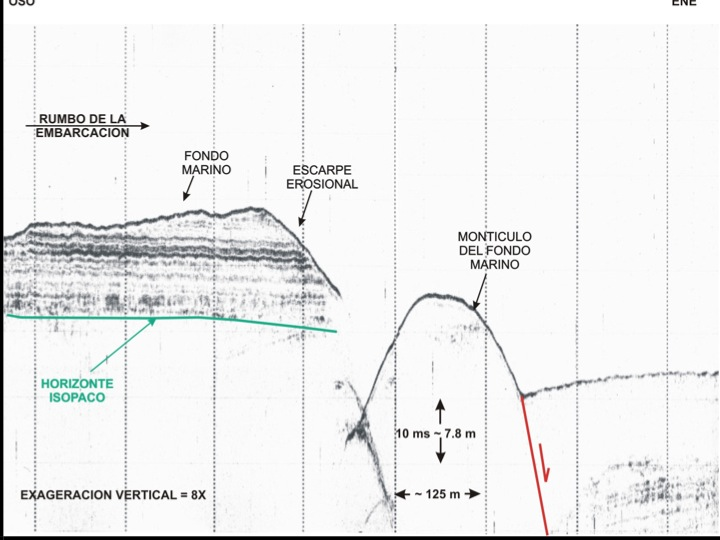
Fig. 4. Porciones de datos del penetrador de fango tipo Pinguer 3.5 kHz. que muestra un montículo en el lecho marino. Deiros,D. (2002).

## Condiciones del suelo
Los suelos del fondo marino en general en el área consisten principalmente de arcillas muy blandas.  Sin embargo, se encuentra arena fina limosa, muy suelta en algunos sitios.  Las características geotécnicas de los suelos en estos estratos parecen ser variables de un lugar a otro.  
Sondeos geotécnicos en la porción este de la plataforma Deltana de 125 m por debajo del fondo marino, muestran ocho estratos que varían entre arena fina y arena limosa de densidad media a densa y arcilla firme a muy firme. La descripción generalizada de los estratos penetrados es la siguiente:
| Estrato | Descripción                                                  |
| ------- | ------------------------------------------------------------ |
| I       | Arena limosa, suelta, fina                                   |
| II      | Arcilla firme con estratos de arena                          |
| III     | Arena densa: estratos de limo y arena                        |
| IV      | Turba con estratos de arena                                  |
| V       | Arena fina densa                                             |
| VI      | Arcilla firme                                                |
| VII     | Arcilla muy firme con estratos de arena limosa media a densa |
| VIII    | Arcilla firme                                                |

## Rasgos geológicos

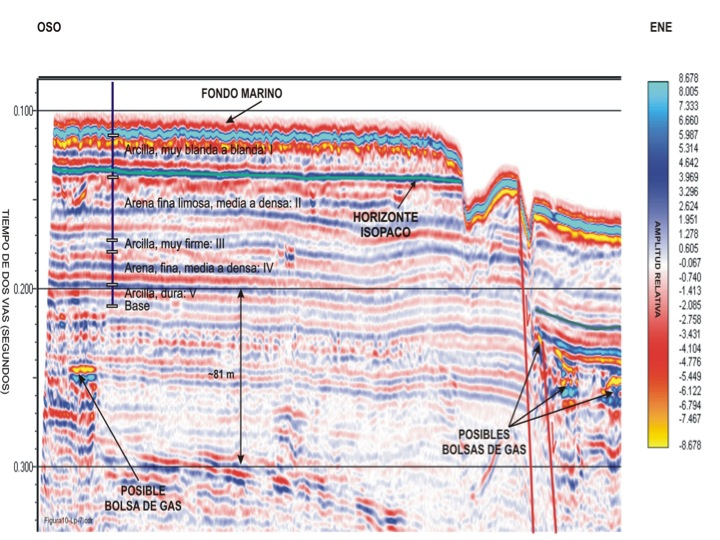
Fig. 5. Porción Somera de los datos del sistema de sísmica digital multicanal de alta resolución que muestra las condiciones estratigráficas y estructurales someras en el área de estudio. Deiros,D. (2002)

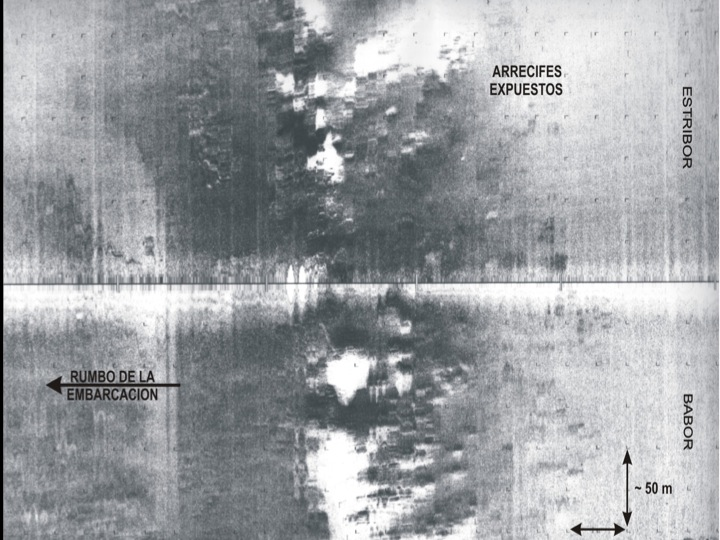
Fig. 7. Porciones de datos del sonar de barrido lateral 100KHz que muestra arrecifes expuestos en el lecho marino. Deiros,D. (2002)

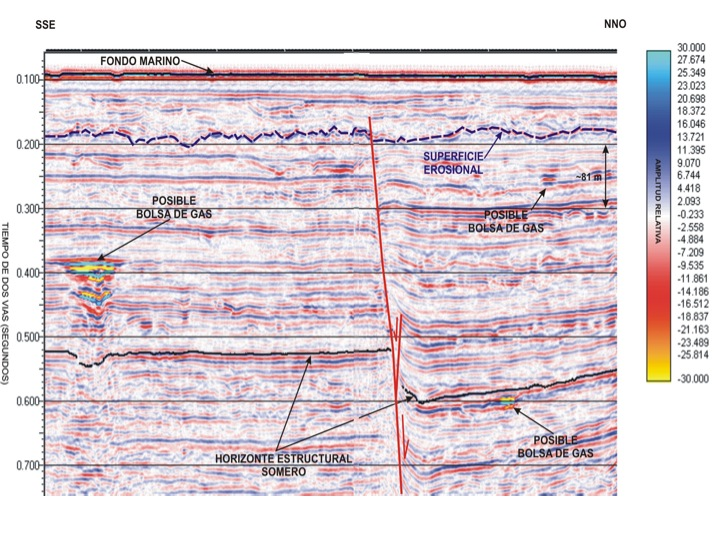
Fig. 8. Porción de los datos del sistema de sísmica digital multicanal de alta resolución que muestra posibles bolsas de gas en el área de estudio. Deiros,D. (2002)

Los rasgos geológicos en el área incluyen sistemas de fallas, arrecifes expuestos y enterrados, bolsas de gas, paleocanales, pendientes erosionales y escarpes asociados con deslizamientos submarinos.  
Las fallas geológicas son normales y tienen en general un rumbo noroeste-sureste, atravesando en varias oportunidades el horizonte isópaco aflorando en superficie (Fig. 5).  Las fallas mayores se encuentran en la zona central y en la mitad este del área. Se identificaron múltiples sistemas de fallas regionales que cruzan el área del levantamiento, con longitudes de por lo menos 20 km, y se extiende al noreste hasta los campos petroleros ya explorados en Trinidad.  Generalmente las fallas tienen tendencias del noroeste hacia el sureste y desplazamientos hacia el este-noreste. En muchas oportunidades dichas fallas atraviesan el horizonte isópaco y desplazan el fondo marino.
Como parte de la zona de fallas mayores se encuentran escarpes en formas de arcos, asociados con deslizamientos submarinos que parecen activos (Fig. 6).  Los escarpes de gran magnitud están conectados y tienen longitudes de aproximadamente 1 km, desplazamientos hacia el noreste y alturas que van desde 20 m hasta 29 m. Hay escarpes menores en forma de arco, que no están conectados.  Tienen longitudes de aproximadamente 250 m, desplazamientos hacia el noreste, a aproximadamente 450 m al este de los otros y con alturas de 5 m y 6 m.  Los sedimentos asociados con los deslizamientos se movieron hacia abajo casi cohesivamente, aunque los horizontes están claramente alterados.  El espesor de estos sedimentos se encuentra en el orden de 18 m.  Los escarpes menores en forma de arcos están conectados al sursureste del área.  Datos de sonar de barrido lateral y penetrador de fango adquiridos en el área sugieren que esta zona se encuentra al comienzo del deslizamiento de los escarpes y se ve una separación menor con coherencia de los horizontes internos. Se determinó que los deslizamientos se formaron en una sucesión de fallas desplazadas por terremotos. 
Asociado con los escarpes de deslizamiento, se encuentran también escarpes erosionales que descubren hasta 20 m de sedimentos, especialmente en el comienzo del deslizamiento de los escarpes (Fig. 2).
Un sistema de arrecifes expuestos y enterrados cruza el este del área desde el noroeste hacia el sureste (Fig. 7).  La dirección de los arrecifes sigue la tendencia de las fallas mayores. Ocasionalmente, los arrecifes expuestos forman estructuras en forma de pináculo con elevaciones de hasta 12 m con respecto al fondo marino circundante, y extensiones que varían desde 45 m por 60 m hasta 310 m por 4200 m.  Se identificaron arrecifes enterrados en los datos de penetrador de fango de aproximadamente 50 m o 60 m por debajo del fondo marino con extensiones que varían desde 100 m por 200 m hasta 750 m por 1200 m.  Es posible que existan arrecifes más profundos que se localicen por debajo de la penetración acústica del penetrador de fango y no estén definidos por los datos del sistema sísmico multicanal.
Es un área con hidrocarburos donde los suelos someros presentan bolsas de gas sobrepresionadas en diferentes niveles de profundidad por debajo del fondo marino (Fig. 5 y 8).   Las mayores concentraciones de bolsas de gas están en las cercanías de fallas, principalmente en la zona central y en la mitad este del área. Las fallas pueden proporcionar al gas y otros fluidos conductos para migrar a la superficie.  Los fluidos pueden viajar a través de los planos de las fallas hacia la superficie o pueden resultar atrapados en la columna de sedimentos.  Las bolsas de gas parecen ser creadas por la migración del gas.  Si la migración se bloquea arriba, el gas podría desplazarse lateralmente a través de capas porosas.  Además, es posible la acumulación de gas metano biogénico entre los sedimentos someros, comúnmente en menores concentraciones que el gas petrogénico proveniente de reservorios profundos. Los indicadores geofísicos de acumulaciones de gas encontrados incluyen anomalías de gran amplitud, opuestas en polaridad del reflector del fondo marino donde la polaridad se revierte y se encuentran gradientes de amplitud pronunciada buzamiento abajo, terminaciones o anomalías, puntos planos, zonas de blanqueador acústico (“wipeout”), reducciones de velocidad y otras reflexiones caóticas o perturbadas.

## Exploración y explotación
En julio de 2024 tres empresas petroleras serán las encargadas, Pdvsa firma contrato por 20 años con BP y NGC (la Compañía Nacional de Gas de Trinidad y Tobago) para «ejercer actividades de exploración» y «explotación» de yacimientos de gas natural en los campos de Cocuina-Manakin en la Plataforma Deltana, una zona con reservas de 1 billón de pies cúbicos de gas natural entre Venezuela y Trinidad y Tobago en el Mar Caribe.